# Gornji Ajdovec
Gornji Ajdovec je naselje u slovenskoj Općini Žužemberku. Gornji Ajdovec se nalazi u pokrajini Dolenjskoj i statističkoj regiji Jugoistočnoj Sloveniji. 

## Stanovništvo
Prema popisu stanovništva iz 2002. godine naselje je imalo 47 stanovnika.